# برايان بلاك
برايان بلاك (بالإنجليزية: Brian Black)‏ هو مؤرخ أمريكي، ولد في 8 أغسطس 1966.

## وصلات خارجية
- الموقع الرسمي